# 이와츠키 사토코
이와츠키 사토코(일본어: 岩槻里子, いわつき さとこ, 1972년 6월 12일 일본 나고야시 ~ )는 일본의 언론인이며 NHK 소속의 여성 아나운서이다.

## 생애 및 입사
이와츠키 사토코(岩槻里子)는 1972년 6월 12일 일본 아이치현 나고야시에서 태어났다. 그녀는 아이치현립 치쿠사 고등학교(愛知県立千種高等学校)를 졸업하고 도쿄도 고다이라시에 있는 쓰다주쿠 대학 국제 관계학과를 졸업한 뒤 조치 대학교 대학원 박사 전기 과정 수료를 했다. 1998년에 NHK에 입사했다.

## 에피소드
이와츠키 아나운서(岩槻)는 취미가 여행과 바이올린 연주이며 슬하의 아들 둘을 키우고 있는 엄마이기도 하다.

## 입사 이후
그녀는 1998년 입사 후 첫 발령지인 NHK 가나자와 방송국에서 아나운서로써 시작을 했다. 그녀는 1998년부터 2001년 3월까지 활동한 후 2001년 4월에 NHK 나고야 방송국으로 옮겨 2001년 4월부터 2003년 3월까지 당시 NHK 나고야 방송국의 저녁 프로그램이었던
HOT 이브닝의 메인 MC로 활약했었다. 이 후 2003년 3월말 조직개편에 따라 도쿄도 NHK 방송 센터 아나운서실로 옮겼다. 그녀는 도쿄 아나운서실 시절 당시 스즈키 나오코가 진행했던 수도권 네트워크에 진행을 대신한 적도 있었다. 그러다가 2014년 4월 조직개편으로 NHK 교토 방송국으로 옮겼다. 그녀는 교토 아나운서 시절 교토 뉴스 845를 진행했었다. 그러다가 2019년 8월 다시 개편에 따라 NHK 교토 방송국에서 NHK 오사카 방송국으로 이동하게 되었고. NHK 교육 텔레비전에 오늘의 요리를 2013년 4월 1일부터 2014년 3월 12일、2015년 4월부터 2020년 3월까지 진행을 하다가 2020년 4월 신년 개편에 따라 매주 금요일 오후 1시 NHK 오사카 방송국에서 제작 고고나마 맛있는 금요일을 진행했었다.